# Otwarcie piątej pieczęci Apokalipsy
Otwarcie piątej pieczęci Apokalipsy (Wizja św. Jana) – obraz hiszpańskiego malarza pochodzenia greckiego Dominikosa Theotokopulosa, znanego jako El Greco znajdujący się w Metropolitan Museum of Art.

## Geneza
Obraz był fragmentem bocznego ołtarza namalowanego dla kościoła św. Jana Chrzciciela przy szpitalu Tavera w Toledo. Został zamówiony przez Pedra Salazara de Mendoza w 1608 roku. Temat dzieła został zaczerpnięty z Apokalipsy św. Jana. Dotyczy opisanej sceny końca świata. Wówczas pojawia się Bóg Ojciec z siedmioma pieczęciami. Baranek Boży łamie kolejne pieczęcie, a za otwarciem każdej kolejnej kryją się jakieś wydarzenia. 

A gdy otworzył pieczęć piątą, ujrzałem pod ołtarzem dusze zabitych dla Słowa Bożego i dla świadectwa jakie mieli. I głosem donośnym tak zawołały: „Dokądże, Władco święty i prawdziwy, nie będziesz sądził i wymierzał za krew naszą kary tym, co mieszkają na ziemi?” I dano każdemu z nich białą szatę i powiedziano im, by jeszcze krótki czas odpoczęli, aż pełną liczbę osiągną także ich współsłudzy oraz bracia, którzy, jak i oni, mają być zabici. (Ap 6;9-11)

## Opis obrazu i jego historia
Po lewej stronie, na pierwszym planie El Greco ukazał w naturalnej wielkości św. Jana z ramionami wzniesionymi ku niebu. Niebo jest niemal czarne. Na twarzy Jana rysuje się ekstaza i uwielbienie dla Boga. Na drugim planie dusza męczenników błaga o sprawiedliwość wymierzoną w ich prześladowców na Ziemi. Nagie dusze wiją się w konwulsjach, a z góry spływają na nie białe szaty zbawienia. Ciała, nienaturalnie wydłużone, oświetlone są światłem z niewiadomego źródła.
Obraz jest niedokończony i bardzo uszkodzony. W 1880 roku, na zlecenie jego ówczesnego właściciela Antonia del Castilla, premiera Hiszpanii, zlecono przeprowadzenie prac konserwatorskich. W ich wyniku obraz został poziomo rozcięty na długości co najmniej 175 cm, przez co gest św. Jana trafia w pustkę. Z tego też powodu przypuszczano, iż pierwotnie obraz był wyższy a zaginiona górna część mogła przedstawiać miłość niebiańską w przeciwieństwie do części dolnej z miłością ziemską jako temat przewodni. To jak mogła wyglądać owa górna zaginiona część można zobaczyć w górnym fragmencie innego dzieła El Greca z tego samego okresu pt. Pokłon pasterzy.

## Inspiracje
W 1905 roku obraz został zakupiony za 1000 pesos przez Igancia Zuloagę, hiszpańskiego malarza, propagatora dzieł El Greca w XX wieku. Wizja św. Jana posłużyła mu za tło do własnego obrazu pt. Mis amigos. Obraz został wystawiony w Muzeum Zuloga w Zumaya. W kolejnych latach obraz stał się inspiracją dla innych artystów – czerpał z niego Picasso malując Panny z Awinionu Rainer Maria Rilke oraz Jackson Pollock. Ślady twórczości El Greca można dojrzeć Paula Cezanna w dziele pt. Kąpiące się kobiety. W 1945 roku obraz zakupiła Newhouse Galleries z Nowego Jorku, a w 1956 dzieło zostało przekazane do Metropolitan Museum of Art.